# Ariely Bonatti
Ariely Regina Bonatti (Curitiba, 1 de junho de 1984) é uma cantora brasileira de música gospel. Em 2010, fechou contrato com a MK Music e lançou o álbum O Tempo. Sua discografia abrange outras obras e a falta de seu nome entre os indicados ao Troféu Promessas 2011 foi lembrada pela crítica especializada.

## Biografia
Logo ao nascer, vítima de uma doença contraída por incompatibilidade do sangue da mãe e do pai, Ariely ficou internada três meses, para transfusão de sangue; aos 6 meses, voltou ao mesmo hospital, para tratamento de tuberculose.[carece de fontes?]
Aos quatro anos, já começaria a se interessar por música, e seus pais a incentivaram, comprando discos e playbacks de outras cantoras para ela praticar o canto e gravar sua voz em fitas. Seu pai chegou a fazer um estoque, por acreditar na sua capacidade. No seu trabalho, seu pai a levava de bicicleta nas igrejas, deixando pedidos para ela cantar, uns chamavam outros não, e assim mesmo não desistiam de pedir.

## Carreira
Sua carreira começou em 1999, aos 15 anos, quando gravou o CD Movimento dos Anjos, pela gravadora Louvor Eterno. Em seguida veio o segundo álbum, Esse Deus é D+. O cantor Mattos Nascimento, depois de ouvi-lo, convidou-a para gravar o álbum Oh! Glória!. Depois ele participou do CD Faça Como Eu. Aos 20 anos, Ariely gravou Dessa Vez É Você.[carece de fontes?]
No dia 26 de maio de 2010, Ariely assinou contrato com a MK Music, pelo qual lançou o CD O Tempo. Em 2011, gravou Minha Conquista, com produção musical de Rogério Viera. A cantora foi indicada no Troféu Promessas na categoria de Revelação. Porém, perdeu para o cantor mirim Jotta A.
Em 2014 a cantora lança o 3º CD pela gravadora A Porta com o sucesso Estou em Guerra que ficou por muitas semanas entre as mais ouvidas na rádio 93 FM do Rio de Janeiro.[carece de fontes?]
Em 2016 lança o CD Na Casa Tem Vida pela MK, O CD tem produção de Ronny Barboza . O Single Tua Presença já conta com mais de 1 milhão de visualizações no Youtube. Outra novidade é a participação do cantor Wilian Nascimento na faixa Tesouro Escondido, destaque para: Na Casa Tem Vida, Tua Presença, A Palmeira e Diagnóstico do Céu.[carece de fontes?]

## Discografia
| CD                  | Ano  | Gravadora     | Vendas | Certificação |
| ------------------- | ---- | ------------- | ------ | ------------ |
| Movimento dos Anjos | 1999 | Louvor Eterno |        |              |
| Esse Deus é D+      | 2002 | Louvor Eterno |        |              |
| Faça com Eu         | 2003 | (OH! Glória!) |        |              |
| Faça a Diferença    | 2006 | Louvor Eterno |        |              |
| Dessa Vez é Você    | 2008 | Louvor Eterno |        |              |
| O Tempo             | 2010 | MK Music      | 50 000 | Ouro         |
| Minha Conquista     | 2011 | MK Music      | 32 000 |              |
| A Porta             | 2014 | MK Music      | 17 000 |              |
| Na Casa Tem Vida    | 2016 | MK Music      | 10 000 |              |

## Indicações
Troféu Promessas
- 2012: Revelação - ela mesma (Indicada)[5]

### EPs
- 2017 Live Session

Clipes
- 2003 - Quando Deus Quer Agir
- 2010 - Metade do Filho
- 2011 - O Tribunal
- 2014 - Estou em Guerra
- 2016 - Quero Almas
- 2017 - Tua Presença (Live Session)
- 2017 - Referencia (Live Session)
- 2017 - Na Casa Tem Vida (Live Session)
- 2017 - Tesouro Escondido Feat. Wilian Nascimento (Live Session)
- 2018 - Na Casa Tem Vida
- 2019 - Eu, Você e Deus